# Landes (dipartimento)
Landes (pron. francese: [lɑ̃d]· ; in occitano Lanas [ˈlanəs], in basco Landak) è un dipartimento francese della regione Nuova Aquitania.

## Descrizione
Il territorio del dipartimento confina con i dipartimenti di Gironda a nord, del Lot e Garonna a nord-est, di Gers a sud-est e di Pirenei Atlantici a sud. A ovest è bagnato dall'Oceano Atlantico. In realtà con il termine Landes si intende spesso un territorio più vasto di quello del dipartimento vero e proprio (e del quale comunque il dipartimento stesso, sia pur non totalmente, fa parte), le Landes de Gascogne, che si estendono su tre dipartimenti: quello della Gironda, quello delle Landes e quello denominato Lot e Garonna. È infine opportuno osservare che Landes è anche il nome di un comune francese del dipartimento della Charente Marittima, che nulla ha a che vedere né con il dipartimento delle Landes né con le Landes de Gascogne.
Il dipartimento delle Landes è costituito dal territorio dei 386 comuni di appartenenza e la principale città, oltre al capoluogo, Mont-de-Marsan, è Dax.

## Storia

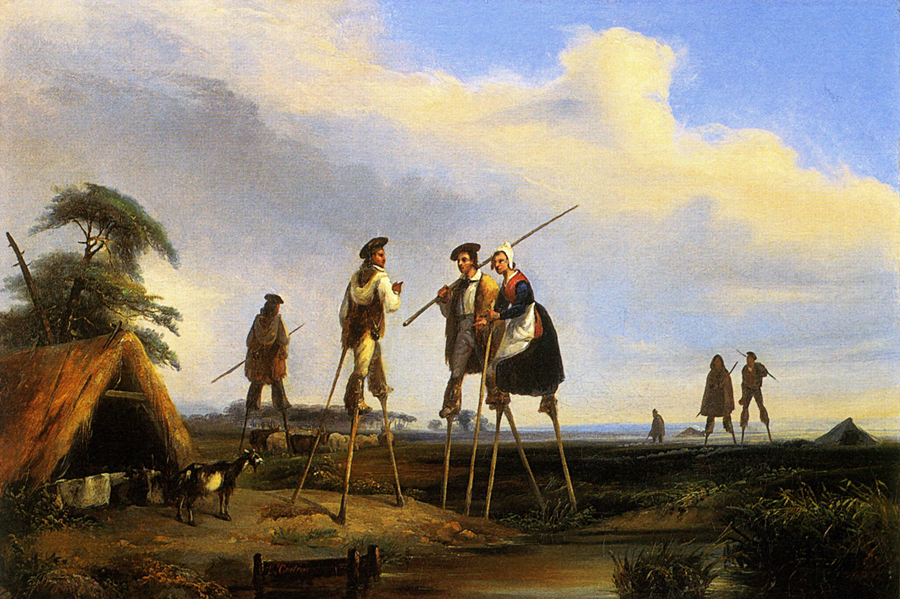
Jean-Louis Gintrac (1808-1886) Abitanti delle Landes. Musée des Beaux-Arts (Bordeaux).

Il dipartimento è stato creato dopo la rivoluzione francese, il 4 marzo del 1790, in applicazione della legge del 22 dicembre del 1789, a partire dal territorio delle province di Guienna e Guascogna.
Più in particolare con la creazione del dipartimento sono state unite diverse unità territoriali derivate dall'Ancien Régime: questa unificazione ha determinato l'eterogeneità geografica del territorio.
Fra il 1789 e il 1850 il territorio era coperto (per circa il 60% del territorio complessivo) da terre paludose e insufficientemente drenate. Il nome del dipartimento fu scelto effettivamente da questa configurazione territoriale, sebbene la parte meridionale del dipartimento presentasse colline fertili, coltivate e ricche di boschi.
Le landes costituivano i pascoli per le greggi di ovini (nel 1850 ne venivano contati fra 900.000 e il milione). I pastori si muovevano su trampoli, che permettevano loro spostarsi più agevolmente e con maggiore sicurezza nei territori paludosi.
Prima della legge del 19 giugno 1857 tale Legge per il risanamento e la messa a coltura delle Landes de Gascogne, il regime agropastorale era generalizzato: esso aveva il suo punto di forza nella libera utilizzazione delle praterie comunitarie maggioritarie. Poi la sistematizzazione delle piantate di pini marittimi, sfruttati per la loro resinazione, cioè produzione di resina vegetale, e per il loro legno, accompagnata dalla vendita dei communaux durante la seconda metà del XIX secolo, ha completamente modificato il paesaggio e l'economia di due terzi del dipartimento, contribuendo a un suo rapido arricchimento.
Il turismo oggi è la principale fonte di ricchezza del dipartimento. Si concentra principalmente nelle zone costiere: la costa oceanica infatti è denominata Costa d'Argento. Sono infatti numerosi i surfisti che raggiungono la costa del dipartimento, attratti dalle condizioni climatiche, che hanno fatto delle città costiere luogo di ritrovo degli amanti delle alte onde oceaniche.
Le Landes sono anche una delle più importanti zone francesi per l'allevamento delle anatre domestiche e per la produzione di foie gras.

## Lingue

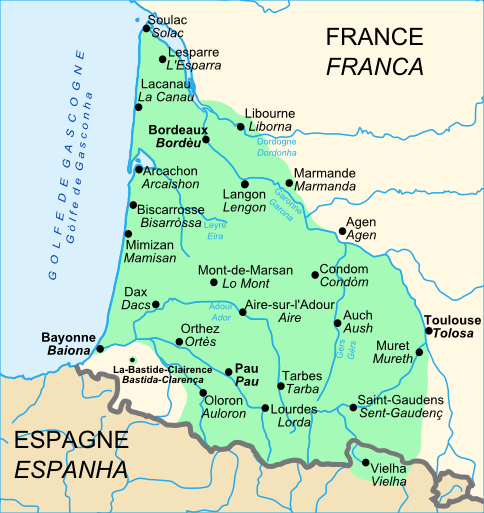
Confini linguistici del guascone

Il francese, lingua ufficiale nazionale, è parlata e compresa dall'insieme della popolazione.
La lingua autoctona, l'occitano, è parlata nel dipartimento nella forma di dialetto guascone, nelle varietà occidentale e orientale.
Guascone occidentale
Il dialetto occidentale è usuale nella maggior parte del territorio delle Lande: Aguais, Pays de Born, Chalosse (in parte), Grande Lande, Maremne, Marensin e Seignanx.
Guascone orientale
Il dialetto orientale è parlato nel sud-est del dipartimento.
Il guascone è insegnato oggi nella scuola pubblica con il sistema della parità oraria nei cinque comuni del dipartimento: Dax, Montfort, Morcenx, Saint-Martin-de-Seignanx e Vieux-Boucau-les-Bains.

## Gastronomia

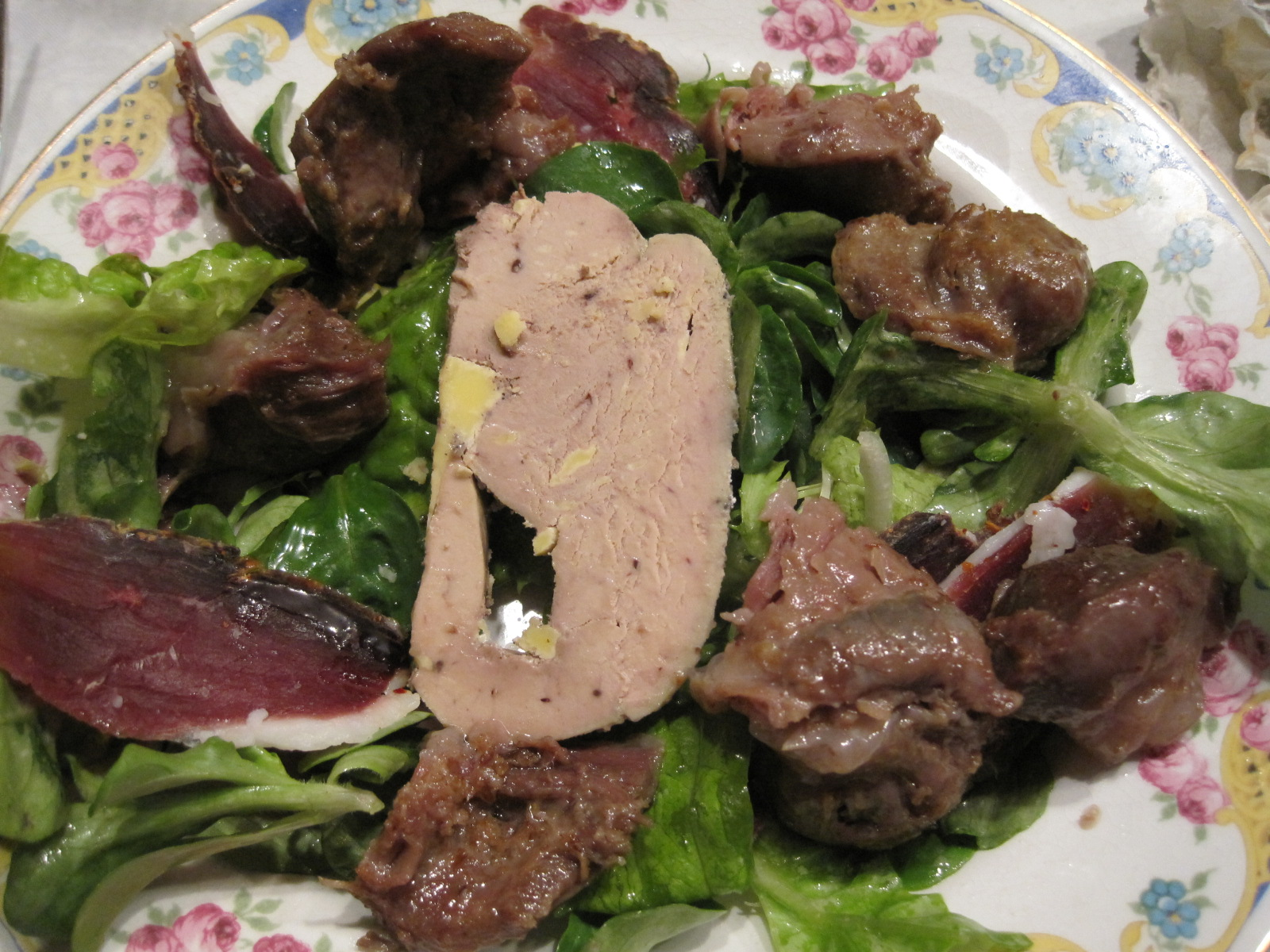
Insalata delle Landes con foie gras, magret e ventrigli (gésier) di anatra, della cucina guascone

Le Landes sono il dipartimento francese che conta il maggior numero di prodotti agricoli riconosciuti con un'"etichetta di qualità"..
Se ne contano sette:
- l'anatra di fattoria delle Landes (etichetta rossa)
- il "pollame delle Landes" (etichetta rossa e I.G.P.), il galletto di fattoria di Saint-Sever che è particolarmente apprezzato (Etichetta rossa[4])
- le bue di Chalosse (Etichetta rossa e I.G.P.)
- l'asparago delle sabbie delle Landes (un asparago bianco I.G.P.)
- i kiwi dell'Adour (Etichetta rossa e I.G.P.)
- i vini di Tursan (AOC) e I.G.P. delle Landes
- l'armagnac e il floc de Gascogne (AOC)

La difesa e la promozione della gastronomia delle Landes sono curate da un'associazione dipartimentale chiamata "Qualité Landes", fondata per iniziativa del Consiglio generale delle Landes e della Camera dell'Agricoltura delle Landes.
È principalmente a partire da questi prodotti che vengono preparati i piatti che fanno rinomata la cucina delle Landes. L'anatra è l'animale principale: numerosi sono gli abitanti delle Landes che le allevano o che le acquistano ogni anno per farne cibi conservati. I mercati del grasso di anatra sono numerosi e tra questi i più importanti sono quelli di Amou, di Dax, di Peyrehorade e di Mont-de-Marsan. Tutte le parti dell'anatra (ma anche dell'oca) sono consumate. Le preparazioni culinarie più apprezzate sono:
- il foie gras (cotto, semi-cotto o crudo),
- il magret (filetto di anatra od oca arrostito con l'interno crudo, ma anche affumicato o secco),
- le cosce e i manicotti confit,
- il ventriglio (gésier) cotto nel suo grasso (confit),
- le rillettes e i graisseron (o più comunemente titiouns o titions, termine guascone per graisseron)…

Che si tratti di anatra, di galletto o manzo, il modo più diffuso di servire le carni è accompagnarle con patate cotte nel grasso di anatra e perfino con funghi porcini.
Uno dei piatti più famosi è l'assiette landaise, composta di asparagi, di mais, di pinoli, di prosciutto di Bayonne (tre prodotti inevitabilmente delle Landes), tranci di magret affumicato o secco, di ventrigli cotti nel grasso e del foie gras.
Infine, in fatto di pasticceria, le Landes sono la culla del "pasticcio delle Landes" e della Tourtière (nature, alle mele, alle prugne).
Le Landes sono anche patria di grandi cuochi e sede di famosi ristoranti.